# Ambrogio di Alessandria
Ambrogio di Alessandria (Alessandria d'Egitto, ... – 251 circa) fu un teologo cristiano, ricordato anche da Eusebio di Cesarea per la sua amicizia con Origene di Alessandria.
Convinto gnostico valentiniano, fu convertito da Origene di Alessandria (212) di cui divenne amico e mecenate.
Tutte le opere scritte da Origene dopo il 218 sono dedicate ad Ambrogio, compreso Sul martirio, Contra Celsum, il Commento al Vangelo di San Giovanni e Sulla preghiera.
Ambrogio stesso convinse Origene a scrivere il suo Contra Celsum e altre mirabili opere. 
Nel 232 con Origene fu a Cesarea marittima e fu ordinato diacono.
Ha sofferto durante la persecuzione sotto l'imperatore Massimino il Trace nel 235. In seguito fu liberato e morì confessore.
Ambrogio è venerato il 17 marzo.